# Catharsius vansoni
Catharsius vansoni là một loài bọ cánh cứng trong họ Bọ hung (Scarabaeidae).